# Vicus von Waiblingen
Der Vicus von Waiblingen war eine römische dorfähnliche Siedlung (Vicus) auf dem heutigen Gemeindegebiet der Stadt Waiblingen, Baden-Württemberg. Der antike Ortsname ist unbekannt.

## Ausgrabungen
Im ehemaligen Vicusbereich von Waiblingen wurden in den Jahren 1822, 1912, 1914, 1931, 1967 und 1984 archäologische Ausgrabungen durchgeführt. Allerdings konnten dabei meist nur kleinere Flächen untersucht werden. Trotz des lückenhaften Befundes lässt sich eine typische römische Straßendorfsiedlung mit streifenförmiger Parzellierung rekonstruieren. Die Streifenhäuser, in Fachwerkbauweise errichtet, waren mit ihren Giebelseiten zur Straße ausgerichtet. Vor den Häusern verlief vermutlich ein Portikus, während der vordere Bereich der Gebäude als Verkaufsraum genutzt wurde. In einem der untersuchten Keller wurden 300 vollständig erhaltene Gefäße entdeckt, die durch einen Brand zerstört worden waren. Im hinteren Bereich der Grundstücke befanden sich Höfe mit Brunnen sowie vorwiegend gewerblich genutzten Einrichtungen. Nach derzeitigem Kenntnisstand verfügte in Waiblingen jedes Anwesen über mehrere Brennöfen.
Bei der Remskorrektur im Jahr 1935 wurde eine 55 Meter lange Mauer freigelegt, die möglicherweise Teil einer Hafenanlage gewesen sein könnte.
Östlich des Vicus, auf der Gemarkung von Beinstein, wurden zwischen der Waiblinger Straße und der Kirche weitere Mauerzüge entdeckt, die jedoch nicht umfassend untersucht werden konnten. Aufgrund der Größe des Areals könnte es sich um mehrere Gutshöfe oder um eine dorfähnliche Siedlung gehandelt haben.
Zahlreiche Fragmente römischer Bildsteine wurden insbesondere im Bereich der Waiblinger Straße in Beinstein gefunden. In diesem Gebiet könnte sich ein lokaler Weihebezirk befunden haben. So wurden dort in einem Brunnen Bruchstücke einer Jupitergigantensäule sowie eines Reliefs der Pferdegöttin Epona geborgen.

## Töpferwerkstatt
In der heutigen Flur Bildstöckle, (Lage) entlang einer Straße von Cannstatt nach Welzheim, waren eine oder mehrere Töpfereien tätig, deren Terra-Sigillata-Waren in einem Umkreis von bis zu 100 km vertrieben wurden. Man geht davon aus, dass diese Töpferei um das Jahr 160 n. Chr. vermutlich als Ableger des Produktionszentrums in Tabernae (Rheinzabern) in der heutigen Pfalz gegründet wurde.
In Waiblingen wurden zudem Stempel entdeckt, die ebenfalls aus Rheinzabern bekannt sind. Vermutlich wurden einige Töpfer von dort übernommen. Die Werkstatt in Waiblingen gehörte zusammen mit den Töpfereien in Stuttgart-Kräherwald und Bad Cannstatt zu einem größeren Unternehmensverbund. Zu den namentlich bekannten Töpfer zählen Reginus, Tertius, Augustinus, Marcellus, Avetedo, Geminiatius, Iulius, Legetus und Marinus.
Die Terra-Sigillata-Keramik aus Waiblingen dominierte offenbar im Umkreis von etwa 30 km den Markt und fand insbesondere in Grinario (Köngen), Sindelfingen und Murrhardt bedeutende Absatzmärkte. Ein kleiner Teil der Waren gelangte zudem in Siedlungen wie Heilbronn und Sumelocenna (Rottenburg). Während sich das Absatzgebiet im Osten bis nach Regina (Regensburg) erstreckte, wurden im westlich gelegenen Portus (Pforzheim) keinerlei Produkte aus Waiblingen nachgewiesen. Nach einer Schätzung machten die Terra-Sigillata-Produkte nur etwa 0,2 % der gesamten Keramikproduktion aus. Die herkömmliche Gebrauchskeramik hingegen fand nur lokal begrenzte Abnehmer, da in Benningen, Cannstatt und Köngen eigene Töpferwerkstätten existierten.
Ein großer Brennofen, wie er für die Terra-Sigillata-Herstellung aus Taberna und Cannstatt bekannt ist, konnte bislang in Waiblingen nicht freigelegt werden. Es gibt jedoch Hinweise auf einen speziellen Sigillata-Ofen im östlichen Bereich der Ausgrabungen. Ob neben der Töpferei noch andere handwerkliche Betriebe im Vicus tätig waren, lässt sich aufgrund der begrenzten Untersuchungsfläche bislang nicht klären.

## Gräberfeld

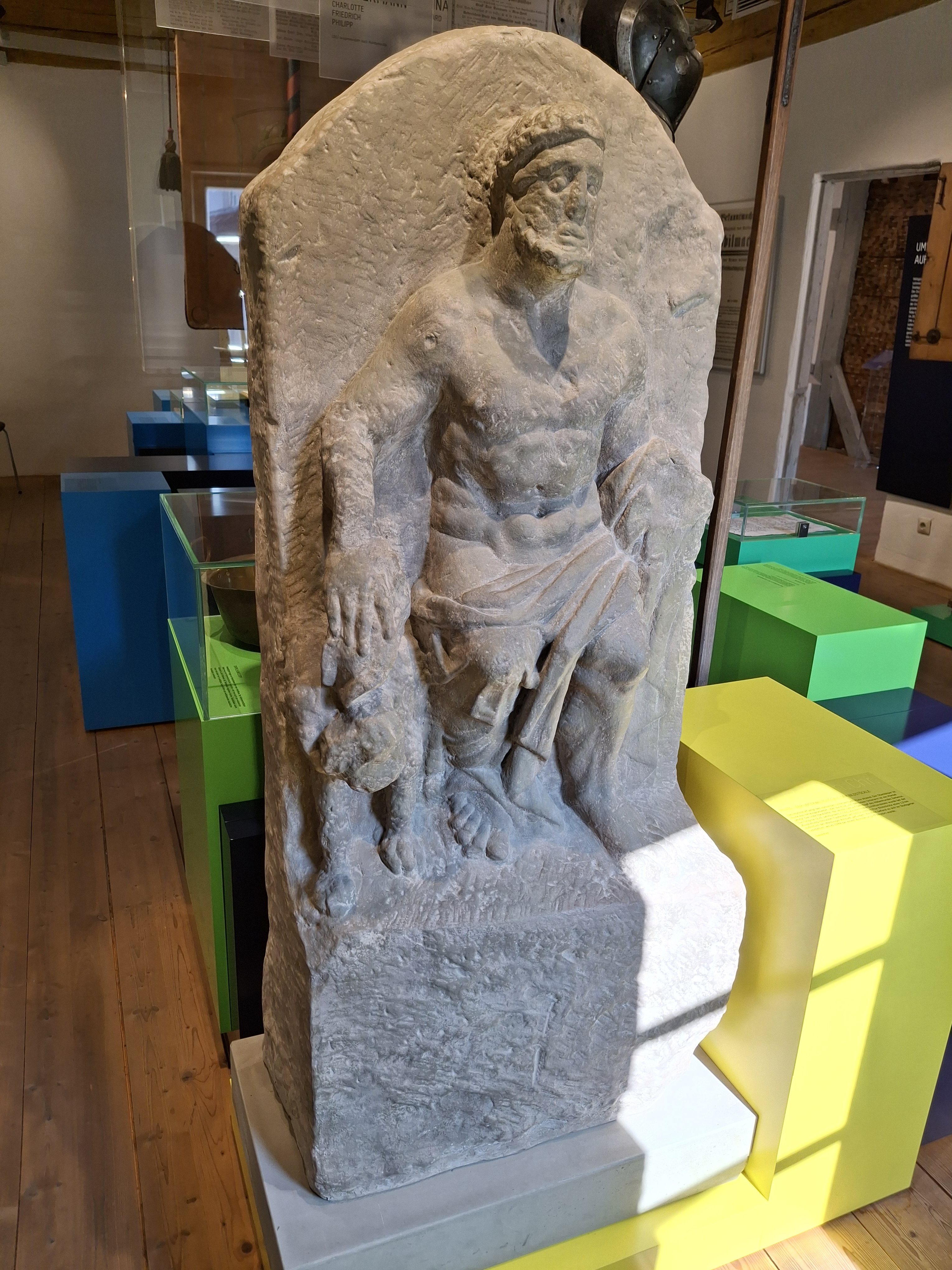
Pluto-Relief-Nachbildung im Haus der Stadtgeschichte in Waiblingen

Das Gräberfeld der römischen Siedlung befand sich unmittelbar westlich der Ansiedlung entlang der Straße nach Cannstatt. Die Funde bestehen überwiegend aus kleineren Fragmente wie Leichenbrand, Holzkohle und verbrannte Terra Sigillata. Eine Besonderheit stellt jedoch ein steinernes Grabmal dar: Die zugehörige Reliefplatte hat eine Höhe von 1,40 m und zeigt einen thronenden, bärtigen Mann mit einem Hund. Diese Darstellung wird als der Unterweltsgott Pluton mit dem Höllenhund Cerberus interpretiert.
Ein weiteres Gräberfeld könnte westlich des heutigen Waiblinger Bahnhofs nachgewiesen werden. Eines der dortigen Brandgräber war mit einer Steinplatte abgedeckt, doch die zugehörigen Funde sind inzwischen verschollen.
Laut der Ursperger Chronik, die um das Jahr 1229 verfasst wurde, soll sich an der Stelle des heutigen Beinstein ein größeres, turmartiges Grabmal befunden haben. Die Inschrift lautete angeblich „Clodius hoc fecit uxori suae“ (Clodius hat dieses Grabmal für seine Frau errichtet). Dieses Grabmal wurde um 1310 in einer kriegerischen Auseinandersetzung bewusst zerstört und sein genauer Standort ist heute nicht mehr bekannt.

## Umliegende Gutshöfe

### Waiblingen-Hochgericht
Im Jahr 1965 wurde am Nordostrand von Waiblingen, im Gewann Hochgericht, eine Villa rustica archäologisch untersucht. Dabei konnten zwei Keller, zwei hypokaustierte Räume sowie ein mit Steinplatten gepflasterter Hof freigelegt werden. Einer der beheizbaren Räume war wasserfest verputzt, weshalb er als Baderaum interpretiert wird. Nahe dem Hoftor fand man einen 10 cm hohen bronzenern Buchstaben „V“. Die in der Region typische Eckrisalitvilla-Form konnte nicht nachgewiesen werden. Ein Keller wurde restauriert und ist heute für die Öffentlichkeit zugänglich.

### Hegnach-Burgmäuerle
Die Flur Burgmäuerle liegt südlich der Hegnacher Kirche. Auf einer Fläche von ungefähr 150 × 180 Metern wurden mehrfach Gebäudereste entdeckt, darunter auch von Hypokaustanlagen. In der westlichen Ecke des Geländes scheint sich eine Ziegelei besfunden zu haben. Das gesamte Areal ist heute überbaut.

### Beinstein-Domhainle
Etwa 700 m östlich der Ausgrabungsfläche von 1967 im Beinsteiner Gewann Domhainle/Domhäule fand man Überreste eines römischen Gebäudes, dessen Funktion bislang ungeklärt ist. Vermutet wird, dass es zu einem dortigen Gutshof gehörte. Zu den bedeutendsten Fundstücken zählt ein silberner Armreif aus dem 3. Jahrhundert.